# ポーランド立憲王国の憲法
ポーランド立憲王国の憲法（ポーランド語: Konstytucja Królestwa Polskiego）は1815年にウィーン会議で具体的に明記されたようにポーランド国王アレクサンデル1世の下で新たに再建されたポーランドに憲法を公布することを義務づけられたアレクサンデル1世によりポーランド立憲王国に認可された。当時最も自由主義的憲法の一つとみなされたが、政府からは十分に尊重されることはなかった。11月蜂起で革命政府により修正され、その後勝利を得たロシア当局により放棄された。

## 歴史
ウィーン会議はポーランド国王としての立場でロシアのアレクサンドル1世皇帝にロシアの統治下で新たに再建されたポーランドに憲法を公布することを課した。新しい国家は以前のワルシャワ公国より小さくポーランド・リトアニア共和国より更に小さくポーランド史上最も小さい国の一つとなる。事実上ポーランド王国を建国するウィーン会議であったために、非公式にはポーランド立憲王国（Kongresówka）として知られることになった。
1815年11月27日にツァーリにより署名された。欽定憲法であり議会が議決することのないconstitution octroyéeであった。
条文はツァーリ自身と助言者により編集されたが、憲法に対する重要な寄与者はアダム・チャルトリスキであった。他の自由の中でも言論の自由と宗教的寛容さを約束する憲法はポーランド啓蒙思想とロシア啓蒙思想の思想の多くを映し出す当時の最も自由主義的な憲法に含まれると考えられている。しかしワルシャワ公国として当時のポーランド王国の一部となった土地を統治する文書であるワルシャワ公国憲法と比べて貴族（シュラフタ）を優先させユダヤ系ポーランド人や農民に与えられた一部の権利を廃止した。ロシア当局からは十分に尊重されることはなく、政府から無効にされ侵害されながら自由主義的だが不明瞭な規定は益々操作されることになった。議会は2年ごとに召集されることを前提とされたが、自由主義的代議士と保守的な官吏の間で多くの衝突の場となると、実際は4回召集されただけであった（1818年、1820年、1826年、1830年。最後の2回は秘密会であった）。他の要因と共に約束された権利に対するこの軽視はポーランド国内で不満を増大させることになり、結局結果的に1830年の失敗に終わる11月蜂起となった。憲法は蜂起の最中に修正され、その結果として憲法はツァーリニコライ1世により認可され施行されることのなかった更に保守的なポーランド王国基本法に1832年2月26日に取って代わられた。

## 概要
憲法は7章165条あった。

### 一般
ポーランド王国は共通の外交政策を持つロシア帝国との同君連合の立憲君主制であった。ロシア皇帝はポーランド国王でもあった。議会や軍隊、行政、司法は別個のままであった。

### 国王
国王は3機関（行政機関、立法府、司法府）全ての代表であった。
- 国王は議会（セイム）を召集し、会期を延長し、解散した。
- 国王はナメストニクや大臣、上院議員、（ナメストニクにより推薦される）高官を承認し、各地のセイミク（英語版）の長官を推薦し承認した。
- 国王はセイムが可決した法律に署名した。
- 国王は議会への発議権を有する唯一の人物であった。
- 国王には一時的に法律を無効にできる権利があった。
- 国王は宣戦布告し外国との条約に署名できる権利があった。

### ナミエストニク
- ナミエストニクは国家評議会を代表する。
- ナミエストニクは行政評議会を代表する。
- ナミエストニクの決定は大臣の副署を必要とする。
- ナミエストニクは国王に大臣や上院議員、高官の候補を推薦する。
- ナミエストニクは下級官吏を推薦し承認する。

### 行政評議会
ナメストニクが代表を務めながら5人の大臣と国王から推薦された人々で構成された。
- 最高機関としてまた一般執行機関としての任務を遂行した。
- 国家評議会に提出する企画を準備した。
- 個々の大臣の権限に属さない決定を行った。

### 国家評議会
大臣や評議員、国務大臣、参考人、国王から推薦された人々からなり、下記の特権がある。
- 国王が承諾した法律の準備
- セイムで投票される最終的な法律の承認
- 司法権：法的権能や行政裁判権と同じく行政官に対する告発を提起する権利
- 様々な委員からの報告を受け付け国王への報告を準備した。

### 議会
議会は国王と上院、下院からなっていた。128人を数えた代議士は2年ごとに3分の1が選出されながら6年の任期があった。法的な特権があった。投票権は21歳以上の全員にあった。候補者は読み書き一定の財産がなければならなかった。軍人に投票権はなかった。議会は2年ごとに30日間召集された。セイムは文民や行政、法律上の問題について投票する権利があった。国王の許可を得て会計制度や軍事に関連する事項について投票できた。官吏を管理し請願を提出する権利があった。64人を数えた上院は9人のキリスト教の監督やヴォイヴォダ、城主とロシアの「王家の王子」から成っていた。御前会議として活動し、戸籍を管理する権利があり、議院としての同様の立法権があった。

## 参照
1. ↑  Danuta Przekop, Maciej Janowski, Polish Liberal Thought Up to 1918, Central European University Press, 2004, ISBN 963-9241-18-0, Google Print, p.37
2. 1 2 3 4 5  Harold Nicolson, The Congress of Vienna: A Study in Allied Unity: 1812–1822, Grove Press, 2001, ISBN 0-8021-3744-X, Google Print, p.179 and p.180
3. 1 2 3 4  Rett R. Ludwikowski, Constitution-making in the Region of Former Soviet Dominanc, Duke University Press, 1996, ISBN 0-8223-1802-4, Google Print, p.12, 13
4. 1 2  (ポーランド語) konstytucja Królestwa Polskiego Archived 2006-10-01 at the Wayback Machine. PWN Encyklopedia. Last accessed on 19 January 2006
5. ↑  Lerski, Jerzy Jan; Lerski, George J.; Lerski, Halina T. (1996). Historical Dictionary of Poland: 966 – 1945 – Jerzy Jerzy Jan Lerski – Google Books. pp. 83. ISBN 9780313260070 2013年7月22日閲覧。
6. ↑  Danuta Przekop, Maciej Janowski, Polish Liberal Thought Up to 1918, Central European
University Press, 2004, ISBN 963-9241-18-0, Google Print, p.74